# 岡嶋妙
岡嶋 妙（日语：／ Okajima Tae，10月2日—），日本女性聲優，香川縣出身。Kenyu Office所屬。
代表作品有電視動畫School Days的桂言葉。

## 出演作品

### 電視動畫
2002年
- 寶貝婆婆（高橋美夏）

2003年
- 最遊記RELOAD（白龍）

2004年
- 陰陽大戰記（稲永ふみ）
- 最遊記RELOAD GUNLOCK（白龍）

2006年
- Gift 〜eternal rainbow〜（女學生）
- 死神的歌謠（かな子）※以「岡島妙」表示
- 草莓危機（高倉瑞貴）

2007年
- School Days（桂言葉）
- 瀨戶的花嫁（女子A）
- D.C.II（雪村杏）
- 快樂小兔幸運草（美如）

2008年
- D.C.II S.S.（雪村杏）
- BAMBOO BLADE（佐藤、東城高校女子A）

2009年
- 真· 戀姬†無雙（張角）

2010年
- 緣之空（乃木坂初佳）

2011年
- 我們沒有羽翼（林田美咲、女學生A）

2017年
- 地獄少女 宵伽（茜的母親）

### OVA
- （桂言葉 / ）

2017年
- NEKOPARA（桂）

### 遊戲
- 最遊記RELOAD（白龍）
- （姫萩咲實）
- School Days L×H（桂言葉）
- Island Days（桂言葉）
- （雪村杏）
- 戀愛0公里 Portable、戀愛0公里 V（木ノ本咲耶）

2016年
- PURAMAI WARS V（神宮實乃璃）

2019年
- 喜歡與喜歡的三角戀（卡拉·奧麗維亞[1]）
- 寶可夢大師（娜琪）

### 電影
- 窈窕淑女

### 廣播
- Radio School Days（2007年6月26日～2008年3月28日、與河原木志穗一同主持

### CD
- （Lantis）

### 廣播劇CD
- （桂言葉）
- （桂言葉）
- （雪村杏）
- （女子生徒）
- 最遊記
- 穢翼的尤斯蒂婭（聖女伊蓮）

## 外部連結
- 事務所公開簡歷（日語）
- http://nekono29q.blog52.fc2.com （页面存档备份，存于）（日語）

1. ↑  . PS4/PSVita遊戲「喜歡與喜歡的三角戀」官方網站.   [2018-10-19]. （原始内容存档于2018-10-19）.